# Паро (џонгхаг)
Паро је један од двадесет џонгхага (округа) у Бутану. Налази се у западном делу Бутана. Административни центар и највећи град је истоимени град који се налази такође у истоименој долини која је једна од наважнијих историјских долина у Бутану. Доминантан језик је Џонгка.
У Пару се налази једини међународни аеродром у држави. Аеродром Паро се налази 6 километара од града Паро у долини истоимене реке на 2.237 метара надморске висине. Због околних врхова високих 5.500 м аеродром Паро се сматра једном од најзахтевнијих на свету. Довољно говори чињеница да је до октобра 2009. само осам пилота било лиценцирано за слетање на овај аеродром.

## Административна подела
Џонгхаг Паро се састоји из 11 гевога:
- Вангчанг
- Дога
- Допшари
- Дотенг
- Ламгонг
- Лунгни
- Наджа
- Хунгрел
- Центо
- Шапа